# Éric Koechlin
Éric Harold Pierre Koechlin (París, 11 de noviembre de 1950-Bidon, 9 de noviembre de 2014) fue un deportista francés que compitió en piragüismo en la modalidad de eslalon. Ganó una medalla de bronce en el Campeonato Mundial de Piragüismo en Eslalon de 1973, en la prueba de K1 por equipos.

## Palmarés internacional
| Campeonato Mundial | Campeonato Mundial | Campeonato Mundial | Campeonato Mundial |
| Año                | Lugar              | Medalla            | Competición        |
| ------------------ | ------------------ | ------------------ | ------------------ |
| 1973               | Muotathal (Suiza)  | Medalla de bronce  | K1 por equipos     |